# Parque nacional de Butrinto
El Parque Nacional de Butrinto, en Albania meridional, fue creado en noviembre de 2005. Abarca 2.500 hectáreas paisaje histórico, con un gran valor científico, turístico, arqueológico, social y recreativo, también combinado con una significativa biodiversidad. Se encuentra alrededor de 25 kilómetros al sur de la ciudad de Saranda. Es una zona del país de particular importancia turística. Se distingue principalmente por el turismo cultural en torno a la ciudad antigua de Butrinto, protegida por la Unesco, el turismo "azul" o de mar y playa en la región de Ksamil y el ecoturismo en torno al lago Butrinto.
El parque de Butrinto fue declarado Patrimonio de la Humanidad por la Unesco. Es uno de los yacimientos arqueológicos más importantes del país, con una secuencia arqueológica que va desde la Edad de Bronce hasta el siglo XIX. Aquí se encontraba el antiguo puerto de Butroto, Buthrotum en latín, de ahí su significado histórico. Todavía se conservan algunos de los principales monumentos: los muros de la ciudad, el baptisterio (de la antigüedad tardía), la gran basílica, y el teatro y castillos venecianos. 
Además de los restos arqueológicos, el sitio cuenta con un bosque natural que tiene un ecosistema complejo que depende de la presencia cercana del agua dulce del lago Butrinto y del canal Vivari que desagua el lago en el mar Jónico. El lago Butrinto es en realidad una laguna tectónica de 1.600 ha, y conforma el núcleo del sitio Ramsar n.º 1.290, 13.500 ha protegidas desde el 28 de marzo de 2003. La laguna está rodeada por colinas cubiertas de bosques. Tiene una altitud que va desde el nivel del mar hasta los 845 metros. El sitio se completa con una serie de marismas de agua dulce y salada. Butrinto sostiene un gran número de plantas y animales consideradas en peligro nacional o internacionalmente, como zarapito fino, tortuga boba, tortuga laúd y foca monje mediterránea. La zona es también importante terreno de desove, fuente de alimentación y ruta de migración del peces. Las principales actividades son la pesca, la cría del mejillón, la ganadería, los viñedos y el turismo cultural. 
Es esta combinación de monumentos históricos y el medio ambiente natural que hace que Butrinto un lugar único, un "paisaje con monumentos" muy apreciado por los turistas en los siglos XVIII y XIX. 
El parque fue creado por el Ministerio albanés de Cultura, bajo la dirección de Edi Rama, el ministro albanés de Cultura entre 1998-1999, y la Unesco, el Iccrom y el ICOMOS. Actualmente, cuenta con destacadas escuelas de formación en arqueología y conservación establecidas por la Fundación Butrinto en colaboración con los Institutos de Arqueología y Monumentos de Albania, universidades extranjeras y especialistas y consultores internacionales. Hay un programa activo de actividades teatrales, conciertos y actuaciones, y programas de divulgación para las escuelas y colegios locales. 